# Historyczność Jezusa
Historyczność Jezusa – przedmiot dociekań naukowych i analizy danych historycznych w celu ustalenia, czy Jezus istniał jako postać historyczna, gdzie i kiedy żył oraz czy któreś z najważniejszych wydarzeń jego życia, jak np. śmierć, może być potwierdzone jako wydarzenie historyczne. Natomiast badania Jezusa historycznego wykraczają poza kwestię jego historyczności i próbują zrekonstruować jego życie i nauczanie, w oparciu o takie metody jak krytyka biblijnych tekstów ewangelicznych i historii Judei w pierwszym wieku n.e.
Najważniejszym źródłem biograficznym są trzy Ewangelie synoptyczne oraz Ewangelia Jana. Podają one fakty historyczne z życia Jezusa, jednak z punktu widzenia współczesnej metody historycznej nie są dziełami historycznymi, lecz katechezą pierwotnego Kościoła. Są zapisem ustnych przekazów i nauczania apostołów (gr. διδαχη – didache) (por. Dzieje Apostolskie 2,42), którzy zostali – według tego, jak określali sami siebie – wybrani uprzednio przez Boga na świadków, którzyśmy z Nim /Jezusem/ jedli i pili po Jego zmartwychwstaniu (Dz 1,41; por. 1 J 1, 1-2). Te przekazy o życiu i nauczaniu Jezusa służyły przygotowaniu katechumenów do chrztu, a po śmierci naocznych świadków były odczytywane m.in. w czasie niedzielnej Eucharystii jako – by użyć wyrażenia Justyna Męczennika (100 – ok. 167) – pamiętniki apostolskie (por. Łk 1,1-4).
Innymi źródłami są apokryfy, czyli pisma niekanoniczne i tzw. agrafa, czyli rzekome wypowiedzi Jezusa, niepojawiające się w Ewangeliach. Wzmianki o Jezusie są m.in. w pismach rzymskich autorów: u Tacyta (ok. 55–120) w Rocznikach 15,44 i u Swetoniusza (ok. 69–130). Józef Flawiusz w dziele Dawne dzieje Izraela 20,9.1 (Antiquitates Judaicae), wspomina Jakuba, brata Jezusa nazywanego Chrystusem. Są także wzmianki w Talmudzie, który jednak często wypacza tradycję chrześcijańską. Wydzielenie wiadomości czysto historycznych z Ewangelii, które w sposób zamierzony łączą przekaz historyczny z teologią postaci i nauczania Jezusa, jest utrudnione lub wręcz niemożliwe. Zajmuje się tym nurt biblistyki zwany historią form (niem. Formgeschichte). Proponowane czysto historyczne biografie Jezusa są wzajemnie sprzeczne.

## Jezus w pismach chrześcijańskich

### Najstarsze pisma
Według Encyklopedii katolickiej do najstarszych źródeł, na jakich opiera się chrześcijaństwo, zalicza się apostolskie formuły wiary, wyznania oraz hymny chrystologiczne. Powstały one jeszcze przed spisaniem Nowego Testamentu.

### Nowy Testament
Dla wyznawców głównymi źródłami informacji o Jezusie Chrystusie są Ewangelie, z których cztery Kościół uznał za kanoniczne i włączył do Nowego Testamentu ustanawiając źródło swojej doktryny.
Według zapisów w Ewangeliach Jezus nauczał w Galilei i Judei w rzymskiej Palestynie, został skazany na śmierć przez ukrzyżowanie w Jerozolimie zgodnie z wyrokiem rzymskiego namiestnika (gr. hegemon) Poncjusza Piłata, a trzeciego dnia po śmierci zmartwychwstał, co stanowi o sednie doktryny chrześcijaństwa.

#### Wiarygodność Ewangelii
Kilkadziesiąt lat różnicy pomiędzy czasem spisania Ewangelii a wydarzeniami, które one opisują, przyczyniło się do zróżnicowania historycznych ocen wiarygodności ewangelicznych narracji. Jednakże historycy osiągają konsensus co do podstawowych faktów dotyczących życia Jezusa: że urodził się przed 4 rokiem p.n.e. za czasów Heroda Wielkiego, wychował się w Nazarecie, działalność rozpoczął ok. 30 r. n.e., głosząc nadchodzące Królestwo Boże, oczekiwane przez Żydów, zasłynął jako cudotwórca, został ukrzyżowany z wyroku Poncjusza Piłata.

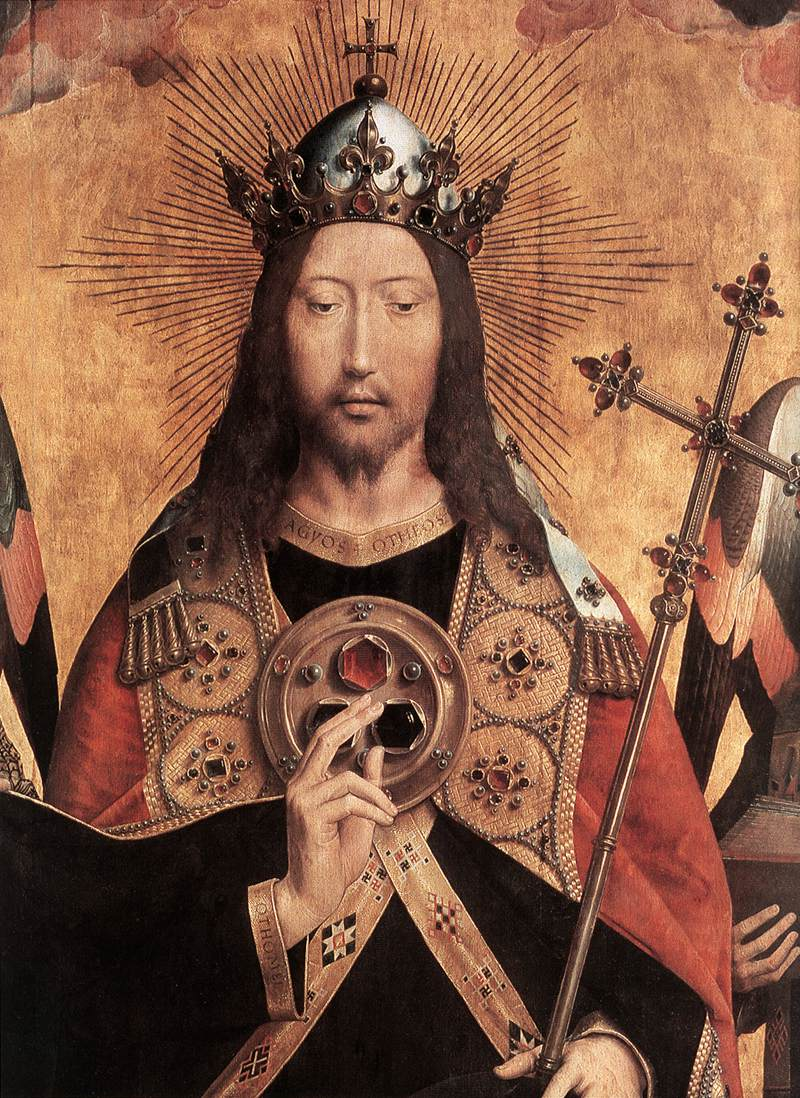

Według tradycyjnego ujęcia autorami Ewangelii są świadkowie opisywanych wydarzeń (Mateusz, Jan) lub uczniowie bezpośrednich świadków (Marek, Łukasz). Z powodu schyłku pokolenia apostołów ustne podania miały zostać spisane w celu zachowania nauki i pamięci o czynach Jezusa. Uczeni popierający ten punkt widzenia podkreślają, że czas jednego-dwóch pokoleń jest zbyt krótki, by podania zostały zdominowane przez treści legendarne. Wskazują na podobieństwo cech gatunkowych Ewangelii ze starożytną biografią i uznają ewangeliczny portret Jezusa za dokładny, powołując się na wierność przekazu tradycji ustnej w judaizmie w czasach nowotestamentowych.
Wiek oświecenia przyniósł sceptycyzm podważający historyczną prawdziwość tych tekstów. Historycy nieuznający Ewangelii za wiarygodne źródła uważają je za kompilacje kilku redakcji dokonanych przez anonimowych autorów, którzy starali się sportretować wyłącznie pozytywny, mityczny obraz Jezusa. Ewangelie są ich zdaniem literaturą hagiograficzną, mającą na celu gloryfikację Chrystusa oraz zaprezentowanie go jako ideału moralnego i boskiego.
Ewangelie mówią o wielu wydarzeniach, które nie są udokumentowane w innych źródłach historycznych, w tym m.in.:
- rzezi dzieci dokonanej przez Heroda,
- nadnaturalnej trzygodzinnej ciemności, która miała towarzyszyć śmierci Jezusa.

Niektórzy pisarze wczesnochrześcijańscy powołują się na źródła dziś niezachowane. Na przykład Juliusz Afrykańczyk piszący około 221 roku cytuje rzymskiego historyka z I wieku Tallusa wzmiankującego o zaćmieniu towarzyszącym śmierci Jezusa, polemizując z nim: Ciemność tę Tallus w trzeciej księdze swojej Historii nazywa, jak mi się wydaje, bez racji zaćmieniem słońca (rzecz jasna że zaćmienie nie mogło mieć miejsca podczas pełni księżyca, Chrystus umarł podczas paschalnej pełni księżyca) (za: Euzebiusz,Historia Kościoła). Ponadto Juliusz i Orygenes powołują się na chrześcijańskiego kronikarza Flegona, który po roku 137 miał donieść, że w czwartym roku 202. Olimpiady [tj. ok. 33 r. n.e.] miało miejsce największe zaćmienie słońca i że w szóstej godzinie dnia [w południe] nastała noc, tak że nawet widać było gwiazdy na niebie. Było silne trzęsienie ziemi w Bitynii i wiele budynków zawaliło się w Nicei.
Naukowcy też próbują ustalić, co wydarzyło się w życiu Jezusa na przestrzeni 18 lat, między 12 a 30 rokiem życia Chrystusa, o czym Nowy Testament milczy. Wedle jednej z hipotez przez ten czas miał przebywać na terenie Betanii wraz ze swoim wujem, Józefem z Arymatei, jednak ta jest podawana w wątpliwość. Inna teoria sugeruje jakoby Jezus miał podróżować po Bliskim Wschodzie, podejmując nauki celem zostania publicznym mówcą.

#### Szkoła historyczno-krytyczna
Historycy i bibliści zajmujący się badaniami Nowego Testamentu wypracowali szereg kryteriów mających na celu ocenę, które słowa i czyny Jezusa są historyczne. Najważniejsze kryteria to:
- kryterium wielu źródeł – poświadczenie słów lub czynów Jezusa w wielu niezależnych źródłach zwiększa prawdopodobieństwo ich autentyczności. Za niezależne źródła większość historyków jest skłonna uznać: dowolną z Ewangelii synoptycznych, Ewangelię Św. Jana i dowolny z listów św. Pawła. Dla przykładu: ukrzyżowanie Jezusa jest potwierdzone przez co najmniej te trzy niezależne źródła.
- kryterium „zakłopotania” – wydarzenia z aspektami kłopotliwymi dla pierwszych chrześcijan (np. zaparcie się Piotra, wątpliwości apostołów wobec zmartwychwstałego Jezusa) są bardziej prawdopodobne.
- kryterium „braku podobieństwa” – brak paraleli w myśli żydowskiej ani wczesnochrześcijańskiej zwiększa prawdopodobieństwo historyczności. Np. nazywanie siebie samego „Synem Człowieczym” przez Jezusa – to określenie nie było w użyciu wśród wczesnych chrześcijan, nie ma również świadectw żydowskiej nadziei mesjańskiej skojarzonej z tym tytułem.
- kryterium spójności – wydarzenia spójne ze znanymi faktami historycznymi lub ustalonymi faktami na temat Jezusa są bardziej wiarygodne.
- kryterium występowania „arameizmów” – fragmenty zawierające słownictwo aramejskie uważane są za bliższe czasom Jezusa.

Dotarcie do pierwotnych słów Jezusa ułatwiają powstałe w XX wieku metody badawcze: historii form, historii redakcji i historii tradycji.

#### Rozbieżności
Dokumenty chrześcijańskie nie zgadzają się między sobą w pewnych sprawach. Ewangelia Mateusza mówi, że Jezus urodził się, kiedy Herod był królem Judei, czyli przed 4 rokiem przed naszą erą, zaś Ewangelia Łukasza, że urodził się, kiedy Kwiryniusz zarządzał spisem powszechnym w Judei, czyli po 6 roku naszej ery (dla właściwej oceny tego argumentu przeczytaj również rozdział następny). Rozbieżności są szczególnie widoczne w narracjach o zmartwychwstaniu. Zgodnie z ew. Mateusza kobiety przyszły do grobu o świcie i widziały anioła odwalającego głaz od grobu. Jednak według ewangelisty Łukasza kobiety zastały kamień od grobu już odsunięty.
Badacze chrześcijańscy traktują te rozbieżności jako drobne nieścisłości naturalne przy zeznaniach kilku świadków. Uważają, że poszczególne relacje są w stosunku do siebie komplementarne i nawzajem się uzupełniają. Czasem odwołują się do nowej interpretacji tekstu lub sposobu tłumaczenia, by uniknąć sprzeczności.

#### Daty śmierci
Datę śmierci Jezusa rekonstruuje się na lata 30. pierwszego wieku naszej ery.
Ewangelie podają datę piątek, 14/15 nisan (według kalendarza żydowskiego). Na podstawie tych danych datę jego śmierci można wyznaczyć na 7 kwietnia 30 roku (wówczas byłby to 14 nisan 3790 AM) lub też na 3 kwietnia 33.

### Apokryfy
Tekstami o Jezusie z okresu powstania kanonicznych ewangelii są apokryfy. Informacje w nich zawarte są odrzucane przez Kościół katolicki jako niewiarygodne.

### Pisma wczesnoapostolskie
W licznie powstałych pismach Ojców Kościoła nie istnieje problem Jezusa jako faktu historycznego, lecz pytanie: „Kim on jest?”. Według Encyklopedii katolickiej historyczność postaci Jezusa była tak oczywista, że wypowiedzi podważające jej fakt nie miałyby żadnego znaczenia.

## Pośrednie źródła żydowskie

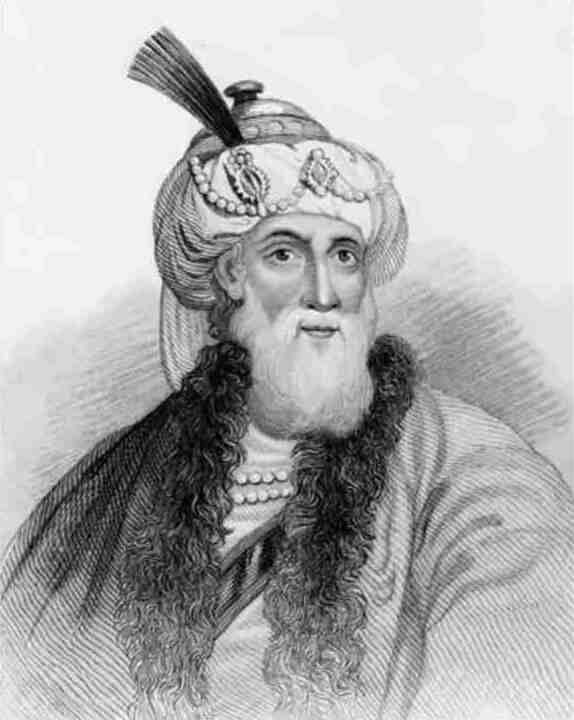
Józef Flawiusz

Józef Flawiusz, żydowski historyk, w Dawnych dziejach Izraela wspomina o Jezusie jako o bracie Jakuba Sprawiedliwego, przywódcy chrześcijan w Jerozolimie: Festus już nie żył, a Albinus wyjechał; więc [Ananiasz] zwołał Sanhedryn i stawił przed sądem Jakuba, brata Jezusa zwanego Chrystusem, oraz kilku innych. Oskarżył ich o naruszenie prawa i skazał na ukamienowanie. (ks. XX.9.1)
Z pism Józefa Flawiusza wiemy, że przebywał on wówczas w Jerozolimie. W powszechnej opinii historyków fragment ten jest autentyczny, pojawiały się jednak opinie, że fraza zwanego Chrystusem (Mesjaszem) jest interpolacją i nie pochodzi od autora, co tym samym podważa całą relację.
Podobnie jest w przypadku drugiego fragmentu w Dawnych dziejach Izraela, wzmiankującego o Jezusie, zwanego Testimonium Flavianum:
W tym czasie żył Jezus, człowiek mądry, jeśli w ogóle można nazwać go człowiekiem. Czynił bowiem rzeczy niezwykłe i był nauczycielem ludzi, którzy z radością przyjmują prawdę. Zjednał sobie wielu Żydów, jako też Greków. On to był Chrystusem. A gdy wskutek doniesienia najznakomitszych z nas mężów Piłat zasądził go na śmierć krzyżową, jego dawni wyznawcy nie przestali go miłować. Albowiem trzeciego dnia ukazał im się znów jako żywy, co o nim, jak i wiele innych zdumiewających rzeczy przepowiedzieli prorocy. Odtąd, aż po dzień dzisiejszy, istnieje plemię chrześcijan, którzy od niego otrzymali tę nazwę.
Większość uczonych przyjmuje, że tekst jest autentyczny, ale zawiera chrześcijańskie dodatki. Wskazują na fakt, że Flawiusz nie mógłby pominąć nowej religii, gdyż to był ważny wątek w Judei, co więcej później wspomniał o Jakubie, bracie Jezusa, co pokazuje, że wcześniej musiał wspomnieć o samym Jezusie.
Nowe światło na Testimonium Flavianum rzuciły odkrycia z 1971 r. Profesor Schlomo Pines znalazł dwie wersje tekstu napisane po arabsku. Na ich podstawie stwierdzono, że Flawiusz używał do osoby Jezusa określeń,,Niejaki”, zaś gdy pisał o jego boskości i mesjanizmie używał czasowników,,nieimperatywnych”, czyli uważał, że mniemano o tym, że Jezus był mesjaszem. Zaś uczniowie to głosili i o tym zaświadczali. Andre M.Dubarle stwierdził, że grecki przekaz został zniekształcony przez chrześcijan, którzy odrzucili niepochlebne komentarze. Zrekonstruowany tekst powinien brzmieć tak:
W tym czasie stał się [przyczyną nowych zaburzeń niejaki] Jezus, człowiek mądry, jeżeli w ogóle można nazwać go człowiekiem. Czynił bowiem rzeczy niezwykłe i był nauczycielem ludzi, którzy z radością przyjmują prawdę. Zjednał sobie wielu Żydów, jako też Greków. On to [uchodził za niego, lecz nim nie był] był Chrystusem. A gdy wskutek doniesienia najznakomitszych z nas mężów Piłat osądził go na śmierć krzyżową, jego dawni miłujący go [uczniowie] nie przestali [o nim głosić, że] trzeciego dnia ukazał im się znów jako żywy, co o nim, jak i wiele innych zdumiewających rzeczy przepowiedzieli boscy prorocy. I odtąd, aż po dzień dzisiejszy, istnieje plemię chrześcijan, którzy od niego otrzymali tę nazwę.
Tę rekonstrukcję poparł między innymi Jan Radożycki, oraz dr Paulina Święcicka.
Do świadectw żydowskich należą także:
- Talmud, którego wersja babilońska wspomina o Jezusie; Talmud potwierdza, że Jezus czynił cuda (Sanhedrin 43a)
- Toledot Jeszu
- świadectwa Judaizantów

## Pośrednie źródła rzymskie

### Mara Bar-Serapion
Najstarszą według części badaczy wzmianką o Jezusie, pochodzącą z około 70 roku n.e. jest list Mara Bar-Serapiona. Jakiś czas po 70 roku n.e. Syryjczyk Mara Bar Serapion, najprawdopodobniej stoik, napisał z więzienia list do syna, zachęcając go do poszukiwania mądrości. W liście tym stawia Jezusa(?) w jednym szeregu z filozofami Sokratesem i Pitagorasem:

Jaką korzyść osiągnęli Żydzi z tego, że skazali swego mądrego króla? Przecież wkrótce potem znikło ich królestwo. Sprawiedliwie Bóg pomścił tych trzech mędrców. Ateńczycy poginęli z głodu, tych z Samos pochłonęło morze, Żydzi – zrujnowani i wypędzeni z własnego kraju – żyją w całkowitym rozproszeniu. Lecz Sokrates nie umarł całkowicie – nadal żył w naukach Platona; Pitagoras nie umarł całkowicie – żył nadal w posągu Hery; nie umarł także całkowicie mądry król – żył nadal w swojej nauce

Człowiek ów z pewnością nie był chrześcijaninem, skoro stawia Jezusa (przy założeniu, że określenie Król Żydów odnosi się do Jezusa) na równi z Sokratesem i Pitagorasem i skoro wzmiankowana postać żyła raczej w swych naukach, a nie dzięki zmartwychwstaniu. Innym miejscu również daje wyraz swym politeistycznym poglądom. Mimo to jego wzmianka o Królu Żydów (Chrystusie?) wskazuje, że nie kwestionował jego autentyczności

### Publiusz Korneliusz Tacyt
Publiusz Korneliusz Tacyt, w Rocznikach (Annales), roku 115, omawiając prześladowania chrześcijan za cesarza Nerona podaje:

Atoli ani pod wpływem zabiegów ludzkich, ani darowizn, albo ofiar błagalnych na rzecz bogów nie ustępowała hańbiąca pogłoska, lecz wierzono, że pożar [Rzymu] był nakazany. Aby więc ją usunąć, podstawił Neron winowajców i dotknął najbardziej wyszukanymi kaźniami tych, których znienawidzono dla ich sromot, a których gmin chrześcijanami nazywał. Początek tej nazwie dał Chrystus, który za panowania Tyberiusza skazany był na śmierć przez prokuratora Poncjusza Piłata; a przytłumiony na razie zgubny zabobon znowu wybuchnął, nie tylko w Judei, gdzie się to zło wylęgło, lecz także w stolicy, dokąd wszystko, co potworne albo sromotne, zewsząd napływa i licznych znajduje zwolenników

Styl fragmentu i nieprzychylność wobec chrześcijan wskazuje zdaniem uczonych na jego autentyczność. Niektórzy w nią powątpiewali ze względu na użycie nazwy chrześcijanie jednak znajdujemy ją już we wcześniejszych Dziejach Apostolskich: w Antiochii też po raz pierwszy nazwano uczniów chrześcijanami (11,26).

### Gaius Suetonius Tranquillus (Swetoniusz)
Swetoniusz, w Żywotach cezarów pisze, że około 49 roku cesarz Klaudiusz, panujący w latach 41-54: 

Wyrzucił z Rzymu wszystkich Żydów, którzy ciągle wywoływali rozruchy, podburzeni przez niejakiego Chrestosa

Wspominają o tym wygnaniu Żydów Dzieje Apostolskie, r. 18, 2. Nie jest pewne, czy relacja Swetoniusza odnosi się do Jezusa (zapisane przez Swetoniusza imię Chrestos nie musi być tożsame z greckim tytułem Christos – Mesjasz), a okoliczności powstania gminy chrześcijańskiej w Rzymie bliżej nie znamy. Nie jest to jednak jedyne odniesienie do chrześcijan w pismach Swetoniusza. Opisując życie Nerona odnotował on: Wymierzył również karę chrześcijanom – ludziom wyznającym nowy i bezbożny zabobon (Żywot Nerona).

### Gaius Plinius Caecilius Secundus (Pliniusz młodszy)
Pliniusz Młodszy w liście do cesarza Trajana, pisze o chrześcijanach w Azji Mniejszej. Pliniusz pisze jedynie, że modlili się oni do Chrystusa, jako boga, nie podaje zaś imienia Jezus (Listy X,96).

Uważałem, że należy uwolnić tych, którzy twierdzili, iż nie są ani nie byli chrześcijanami, skoro ze mną wzywali bogów i przed twoim posągiem, który w tym celu kazałem przynieść wraz z wizerunkami bóstw, składali ofiary z kadzidła i wina, i, co więcej, złorzeczyli Chrystusowi, do czego podobno nic nie jest w stanie zmusić prawdziwych chrześcijan. Inni wymienieni w owym piśmie mówili, że są chrześcijanami, a zaraz potem zaprzeczali temu, mówiąc, że wprawdzie byli, lecz zerwali już z chrześcijaństwem, niektórzy - przed wielu laty, inni - nawet przed dwudziestu. Ci wszyscy także uczcili twój posąg i wizerunki bogów, a także złorzeczyli Chrystusowi. Zapewniali zaś, że największą ich winą czy też błędem było to, że mieli zwyczaj w określonym dniu o świcie zbierać się i śpiewać na przemian pieśni ku czci Chrystusa jako Boga, i że związali się przysięgą dotyczącą nie jakichś występków, lecz że nie będą popełniać kradzieży, rozbojów, cudzołóstwa, że nie będą składać fałszywej przysięgi ani zapierać się wobec żądających zwrotu powierzonej im własności.

### Lukian z Samosat
Lukian z Samosat odnosząc się do chrześcijan napisał: 

Do dzisiaj czczą, jak wiadomo, tamtego wielkiego Człowieka, ukrzyżowanego w Palestynie za to, że wprowadził między ludzi te nowe obrzędy. […] Żywią bowiem ci nieszczęśliwi przekonanie, że po wsze czasy będą nieśmiertelni i że ich życie trwać będzie na wieki. Dlatego też lekceważą śmierć i wielu z nich dobrowolnie się na nią wydaje. Nadto pierwszy prawodawca wzbudził w nich przekonanie, że wszyscy nawzajem są braćmi, z chwilą, gdy się nawrócą, wyprą bogów helleńskich, uczczą tego ukrzyżowanego mędrca i będą pędzić życie wedle jego praw. Do wszystkiego więc odnoszą się z równym lekceważeniem i wszystko uważają za wspólne dobro…

### Claudius Galenus (Galen z Pergamonu)
Galen z Pergamonu (ok. 129 - ok. 200), klasyk starożytnej medycyny wspomniał Jezusa, gdy mówił o jego wyznawcach:

- Łatwiej byłoby poznać jakikolwiek dowód, zły czy dobry, ale w końcu jakąś rację wystarczającą, aby od początku do końca nie słyszeć - jak to się dzieje w nauce Mojżesza i Chrystusa - o prawach niesprawdzalnych, i to w dziedzinie, gdzie są jak najmniej na miejscu.
- Łatwiej byłoby przekonać uczniów Mojżesza i Chrystusa niż należących do szkół lekarzy i filozofów.
- Gdybym miał na myśli ludzi, którzy uczą swych uczniów tak, jak zwolennicy Mojżesza i Chrystusa, aby przyjmowali wszystko na wiarę, nie podawałbym wam definicji.
- Większość ludzi nie może śledzić wywodów z napiętą uwagą i dlatego potrzeba, żeby wykładano w przypowieściach [...] I dlatego w naszych czasach widzieliśmy ludzi nazywanych chrześcijanami, którzy swoją wiarę opierają na przypowieściach. Postępują oni czasami jak prawdziwi filozofowie, bowiem mamy przed oczyma ich pogardę śmierci oraz to, że z powodu skromności powstrzymują się od życia płciowego. Są pomiędzy nimi kobiety i mężczyźni, którzy przez całe życie wstrzymują się od życia małżeńskiego. Są pomiędzy nimi również i tacy, którzy tak postępują w ascezie duchowej i w surowej dyscyplinie wewnętrznej, że zaiste, nie ustępują prawdziwym filozofom.

### Marek Korneliusz Fronton
Marek Korneliusz Fronton w II wieku, napisał:

Inni powiadają, że oni czczą części rodne przewodnika swego i kapłana modląc się jakby do ojcowskiej siły rozrodczej. Nie wiem, czy podejrzenie to jest fałszywe, w każdym razie odpowiada w zupełności owym tajemniczym i niecnym rytuałom. Kto dalej powiada, że i człowiek, który za swój występek poniósł najwyższą karę, i drzewo krzyża nieszczęsne to jego świętości, ten godne straceńców i zbrodniarzy postawił ołtarze, by to czcili, na co zasługują

Praca Frontona najwyraźniej nie była oparta na dogłębnych studiach, ale na obiegowych opiniach na temat chrześcijan.

### Inne

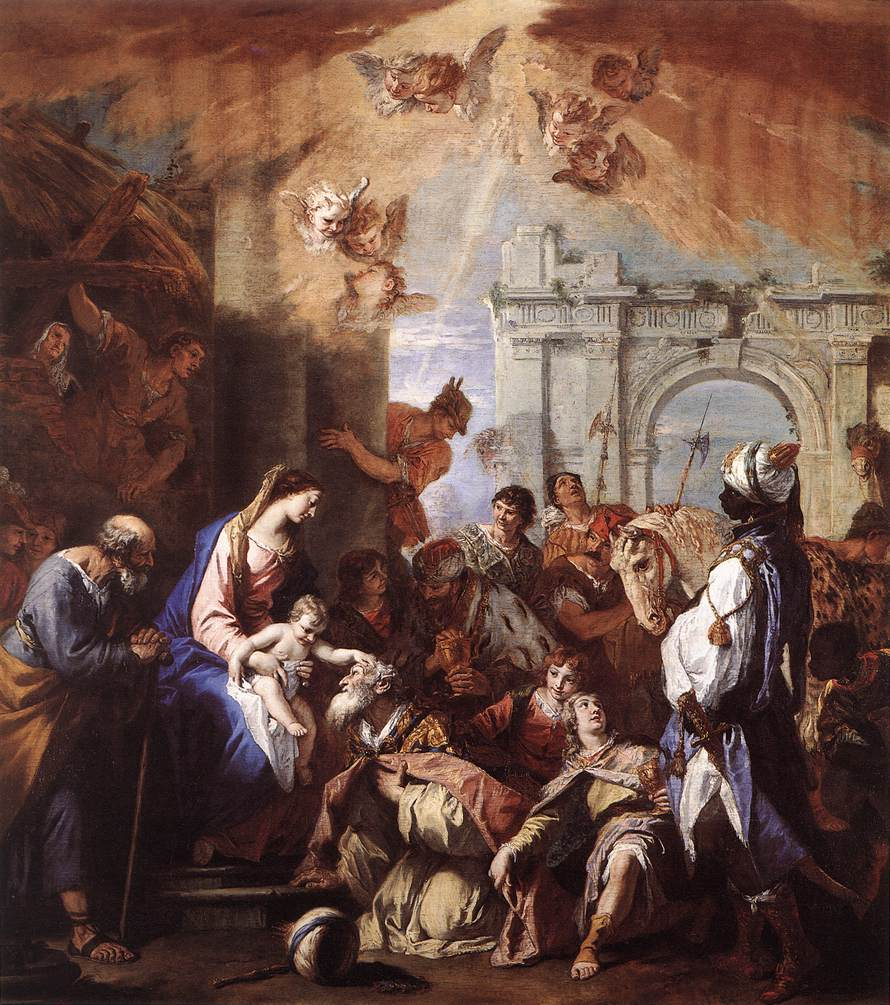
Pokłon mędrców – Sebastiano Ricci

W pozostałych źródłach rzymskich i żydowskich tamtego okresu, które dotrwały do naszych czasów, nie ma wzmianek na temat Jezusa, choć notują bardzo wiele drobnych wydarzeń. Są to m.in.:
- Filon z Aleksandrii, który opisywał różne sekty żydowskie z tamtego okresu
- Justus z Tyberiady, historyk żydowski z Galilei, żył w I wieku n.e, zachowało się kilka fragmentów jego dzieł.

## Kwestionowanie istnienia Jezusa
Niektórzy badacze Biblii, filozofowie i teologowie począwszy od XIX wieku zaczęli kwestionować istnienie Jezusa jako postaci historycznej. Przykładowi przedstawiciele: Bruno Bauer, David Friedrich Strauss.